# 810-й навчальний авіаційний полк (СРСР)
810-й навчальний авіаційний полк — військове з'єднання Військово-повітряних сил СРСР чисельністю в полк. Дислокувався на авіабазі Чугуїв, Харківська область, на оснащені перебували літаки МіГ-21, L-39.
Після розпаду СРСР 1992 року, полк присягнув на вірність українському народові і увійшов до складу Збройних сил України як 810-й навчальний авіаційний полк.

## Історія
У вересні 1938 року було засноване Чугуївське військове авіаційне училище льотчиків-винищувачів. З початком німецько-радянської війни училище було перейменоване на Чугуївську військову школу пілотів. При наближенні лінії фронту військову школу пілотів було евакуйовано до Чимкенту (Казахстан), де в листопаді 1941 року була поновлена навчальна робота. По закінченню війни льотна школа повернулася до Чугуєва, а у вересні 1945 року вона була перейменована на — Чугуївське військове авіаційне училище.
В лютому 1946 року у селі Гракове на базі 7-ї ескадрильї училища було зформовано 810-й навчальний авіаційний полк. У вересні 1951 року полк перебазовується на аеродром міста Чугуїв.
Чугуївську військову авіаційну школу у 1941 році закінчив Іван Кожедуб, згодом він працював у ній інструктором. Саме з чугуївського аеродрому зробили перший крок до зірок льотчики-космонавти Олексій Леонов, Олександр Волков, Георгій Добровольський, Володимир Васютін.
В другій половині 1940-х — на початку 1950-х років на озброєнні полку були літаки Ла-5 та Ла-7, згодом в результаті переозброєння, полк отримав літаки Ла-9. У 1960-х роках до частини надійшли реактивні літаки МіГ-15, МіГ-15біс, МіГ-17.
В 1975 році полк був переозброєний на МіГ-21, які експлуатувались аж до 90-х років.  
Після розпаду СРСР 1992 року, полк присягнув на вірність українському народові і увійшов до складу Збройних сил України як 810-й навчальний авіаційний полк. 